# 1965 en Tunisie
Chronologie de la Tunisie
- 1961
- 1962
- 1963
- 1964
- 1965
- 1966
- 1967
- 1968
- 1969

Cet article présente les faits marquants de l'année 1965 en Tunisie ou relatifs à la Tunisie.

## Événements
- 27 février : le président Habib Bourguiba arrive à Amman après une visite du 17 au 22 février au Caire puis du 22 au 27 février à Riyad[1].
- 3 mars : Habib Bourguiba visite l'enclave palestinienne de Dheisheh sous la conduite d'officiels jordaniens[1].
- mars : Habib Bourguiba en visite à Jéricho propose aux Arabes d'accepter la résolution 181 de l'Assemblée générale des Nations unies qui prévoit le partage de la Palestine[2].
- mai : la Tunisie refuse de rompre les relations diplomatiques avec l'Allemagne de l'Ouest qui envisage de reconnaître Israël, contrairement à la plupart des pays arabes (Libye et Maroc exceptés)[2].

## Sports
- Championnat d'Afrique masculin de basket-ball 1965
- Championnats de Tunisie d'athlétisme 1965

### Football
- Coupe d'Afrique des nations de football 1965
- Équipe de Tunisie de football en 1965
- Championnat de Tunisie de football 1964-1965
- Championnat de Tunisie de football 1965-1966
- Coupe de Tunisie de football 1964-1965
- Coupe de Tunisie de football 1965-1966

### Handball
- Championnat de Tunisie masculin de handball 1964-1965
- Championnat de Tunisie masculin de handball 1965-1966

### Volley-ball
- Équipe de Tunisie de volley-ball en 1965
- Championnat de Tunisie masculin de volley-ball 1965-1966
- Championnat de Tunisie masculin de volley-ball 1964-1965

## Naissances en 1965
- Naissance en Tunisie en 1965

## Décès en 1965
- Décès en Tunisie en 1965